# Clifford Adams
Clifford Adams (22 novembre 1993) è un calciatore americo-verginiano, di ruolo difensore.

## Carriera

### Nazionale
Nel 2011 ha giocato 2 partite di qualificazioni ai Mondiali.